# ヴァラーノ・デ・メレガーリ
ヴァラーノ・デ・メレガーリ（伊: Varano de' Melegari）は、イタリア共和国エミリア＝ロマーニャ州パルマ県にある、人口約2,600人の基礎自治体（コムーネ）。

## 地理

### 位置・広がり

#### 隣接コムーネ
隣接するコムーネは以下の通り。
- ボーレ
- フォルノーヴォ・ディ・ターロ
- メデザーノ
- ペッレグリーノ・パルメンセ
- ソリニャーノ
- ヴァルシ

### 気候分類・地震分類
ヴァラーノ・デ・メレガーリにおけるイタリアの気候分類 (it) および度日は、zona E, 2700 GGである。
また、イタリアの地震リスク階級 (it) では、zona 3 (sismicità bassa) に分類される。

## 行政

### 分離集落
ヴァラーノ・デ・メレガーリには、以下の分離集落（フラツィオーネ）がある。
- Al Monte, Bertinelli, Boccolo, Boschi, Case Rosse, Case Turni, Faeto, Fontanelle, Gallo, Il Monte, Le Aie, Legnago, Maneia, Mazzini, Molino, Montesalso, Ombasini, Pagano, Pecorini, Pianelli, Piani Riva, Ponte Dordia, Ponte Vetrioni, Pradarolo, Riviano, Scarampi, Serravalle, Vianino, Viazzano, Volta

## 産業
自動車技術者 ジャンパオロ・ダラーラの出身地であり、同氏が設立した自動車メーカー「ダラーラ・アウトモビリ」の本社がある（※2019年時点）。